# Колоденцы
Колоденцы (укр. Колоденці) — село в Жовтанецкой сельской общине Львовского района Львовской области Украины.
Население по переписи 2001 года составляло 852 человека. Занимает площадь 12,21 км². Почтовый индекс — 80433. Телефонный код — 3254.

## Известные уроженцы
- Вассиян, Юлиан Иванович (1894—1953) — украинский общественный и политический деятель, публицист, философ, идеолог ОУН.
- Савчин, Мария Владимировна (род. 1940) — Герой Социалистического Труда.